# Numer 23
Numer 23 (ang. The Number 23) – amerykański thriller psychologiczny w reżyserii Joela Schumachera, w którym główną rolę gra Jim Carrey, a w pozostałych rolach m.in. Virginia Madsen i Rhona Mitra. Światowa premiera filmu odbyła się 23 lutego 2007, natomiast premiera w Polsce – 8 czerwca 2007. Film pochodzi z wytwórni New Line Cinema.

## Treść
Walter Sparrow (Jim Carrey) jest pracownikiem Departamentu Ochrony Zwierząt, potocznie mówiąc jest "hyclem". Ma żonę Agathę (Virginia Madsen) i syna Robina (Logan Lerman). W dniu swoich 32 urodzin dostaje od Agathy książkę "Numer 23" autorstwa Topsy Kreetsa. W trakcie jej czytania stwierdza, że życie głównego bohatera książki – Fingerlinga (Jim Carrey) jest podobne do życia jego. Jednakże fabuła książki kończy się zabójstwem... Główny bohater popada w obsesję na punkcie liczby 23, która przewija się przez całą fabułę książki.
Główny bohater filmu z powodu obsesji na punkcie liczby 23. zaczyna badać sprawę morderstwa opisanego w książce. Okazuje się, że książka jest odniesieniem do zabójstwa sprzed trzynastu lat na młodej kobiecie imieniem Lauren. Z czasem odkrywa jednak złą prawdę – okazuje się, że Walter już 13 lat temu miał obsesję na punkcie liczby oraz że to on zamordował Laurę Tollins. Okazuje się również, że to on sam napisał książkę jako formę spowiedzi z morderstwa po czym po nieudanej próbie samobójczej traci pamięć i trafia do Instytutu Nataniela, gdzie w ciągu tych 13 lat zostaje wyleczony.
Walter z powodu sumienia zgłasza się dobrowolnie na policję i wyjaśnia wszystkie szczegóły sprawy. Mężczyzna, który został niesłusznie oskarżony o to przestępstwo zostaje uwolniony, on sam z kolei trafia do więzienia. Jednakże Walter nie twierdzi, że działał z powodu sumienia, lecz po to, aby nauczyć swojego syna sprawiedliwości.

## Pełna obsada
| Aktor           | Rola                            |
| --------------- | ------------------------------- |
| Jim Carrey      | Walter Sparrow / Fingerling     |
| Virginia Madsen | Agatha Sparrow / Fabrizia       |
| Logan Lerman    | Robin Sparrow                   |
| Danny Huston    | Isaac French/Dr. Miles Phoenix  |
| Rhona Mitra     | Laura Tollins                   |
| Michelle Arthur | Sybil                           |
| Paul Butcher    | Young Walter & Young Fingerling |
| Tara Krasian    | Zakłopotany Urzędnik            |

## Informacje dodatkowe
- Początkowo pierwszoplanową rolę kobiecą miała grać Elisabeth Shue, lecz zrezygnowała ze względu na fakt, iż zaszła w ciążę.
- Film kręcony był w:
  - Cocoa Beach (Floryda)
  - University of Southern California (Los Angeles)
  - Monrovia i Pasadena (Kalifornia)
- Jim Carrey współpracował już z Joelem Schumacherem w roku 1995 przy kręceniu filmu Batman Forever
- Amerykańska premiera filmu celowo zaplanowana została na 23. dzień miesiąca.
- Dodając wszystkie cyfry z daty polskiej premiery (8, 6, 2, 0, 0, 7) również otrzymujemy liczbę 23.
- Pseudonim Topsy Kreets, pod którym wydano w świecie filmu książkę "Numer 23" w wymowie brzmi jak "Top Secret", co oznacza z jęz. angielskiego "Ściśle tajne".

## Budżet i przychody[1]
- Budżet filmu: $30,000,000
- Przychody z biletów na świecie: $68,343,167
  - Przychody z biletów w USA: $35,193,167
  - Przychody z biletów poza USA: $33,150,000